# آسیاب ده بزرگ
آسیاب ده بزرگ مربوط به سده‌های میانه دوران‌های تاریخی پس از اسلام است و در شهرستان گچساران، بخش باشت، دهستان بابونی، روستای ده بزرگ واقع شده و این اثر در تاریخ ۶ اسفند ۱۳۸۵ با شمارهٔ ثبت ۱۷۵۴۱ به‌عنوان یکی از آثار ملی ایران به ثبت رسیده است.